# Maimana
Maimana (persa: ميمنه) es una ciudad de Afganistán. Está ubicado en el norte del país, cerca de la frontera con Turkmenistán. Se encuentra aproximadamente a 400 km al noroeste de la capital afgana Kabul, es la capital de la provincia de Faryab.

## Localización
Se localiza a 35°55′13″N 64°47′00″E / 35.92028, 64.78333 al norte del pie del rango montañoso del Turquestán con una altitud de 877 m en la antigua terraza del río Qeysar. Este desborda al río Band-e Turquestán a 50 km al sur de la ciudad. Las montañas de la región de Maimana poseen generalmente una tierra vegetal muy rica para las actividades agrícolas de la temporada.

## Clima
|                      | Ene | Feb | Mar | Abr | May | Jun | Jul | Ago | Sep | Oct | Nov | Dic |
| -------------------- | --- | --- | --- | --- | --- | --- | --- | --- | --- | --- | --- | --- |
| Temperatura (°C)     | 2   | 4   | 8   | 15  | 20  | 26  | 28  | 25  | 21  | 15  | 9   | 5   |
| Precipitaciones (mm) | 50  | 60  | 82  | 60  | 26  | 1   | 0   | 0   | 0   | 10  | 21  | 45  |
| Insolación (h/día)   | 4   | 4   | 6   | 7   | 10  | 12  | 12  | 11  | 10  | 8   | 5   | 4   |

## Población
Durante el siglo XIX, la población de la ciudad fue estimada en 15.000-18.000 habitantes, la mayoría era descendiente de uzbekos. En 1958 la población fue estimada sobre 30.000, en 1979 era de 38.250. En el año 2004 la población era de 75.900, y actualmente alcanza en 81.036 habitantes (2006).

## Historia
La ciudad es de origen antiguo. Aunque parezca claro esto, la ciudadela de Maimana es descrita a comienzos de la Edad del Hierro. Los materiales de cerámica encontrados en una cueva, próxima a Bilchiragh, son del Paleolítico y de la última Edad del Bronce del Neolítico. La ciudad asimismo fue poblada primeramente por israelitas que estaban en Jerusalén por Nabucodonosor II y lo llamaron "Al-Yahudiya", la "Ciudad de los Judíos".
En el siglo X fue la residencia del Malik de Guzganan, en la cual tenía bajo control la dinastía natural de los Farigunidas.
En el siglo XVI, la influencia Uzbeka vino a Maimana con las invasiones de Turquestán y Herat por Shaibanid Khan.
Durante los siglos XVIII y XIX, Maimana fue el centro de una región independiente Uzbeka y un importante centro comercial, así como la entrada a Turquestán de Herat y Persia.
En 1876 la ciudad cayó en manos de los afganos dejándola en ruinas, manteniendo solamente al diez por ciento de la población aquí.
La ciudad otra vez fue empedrada fuertemente con paredes y torres y rodeada por un foso, pero en el siglo XX todo esto se ha reducido al olvido. En 1934 se inició la reconstrucción de la ciudad, y en 1949 las partes occidentales de la antigua ciudad fueron renovadas, la vieja ciudadela de la ciudad fue cambiada por un parque.

## Economía
La ciudad sirve una área agrícola irrigada por el río Qeysar y también maneja el comercio de ovejas de Karakul con nómadas. Maimana es un importante centro de ganado en Afganistán. En los años 70, la industria procesadora de lanas y algodón crecía en la ciudad. Maimana es un mercado de mercancías tales como seda, alfombras, trigo, cebada, melones y pasas.
Maimana es, después de Kabul, Mazar-e Šarīf, Herat y Kunduz, la quinta ciudad afgana con una emisora de radio administrada independientemente por una mujer, la Radio Quyaash, establecida en febrero del 2005.